# Kecskerák
A kecskerák (Astacus leptodactylus) a felsőbbrendű rákok (Malacostraca) osztályának tízlábú rákok (Decapoda) rendjébe, ezen belül az Astacidae családjába tartozó faj.

## Előfordulása
A kecskerák Közép-Európában nem honos, élelmezési célokra azonban betelepítették. Eredetileg a Kaszpi-tenger térségéből származik.

## Megjelenése
A folyami rákhoz igen hasonló kecskerák csőrnyúlványa (rostrum) fogazott szélű, ollói feltűnően hosszúak, igen keskeny szárakkal. Az állat halvány sárgásszürke színű. Az átlagos hossza 15 centiméter, de megfelelő körülmények között akár 30 centiméteresre is megnőhet.

## Életmódja
A kecskerák mindenevő, táplálékát főleg férgek, csigák és kagylók alkotják, de egyéb állatokat, sőt dögöt is fogyaszt.

## Szaporodása
A kecskeráknak nincs szabadon úszó lárvája. A lárvák már a petében szinte teljesen kész rákocskákká fejlődnek, és rövid idő múlva önálló életet kezdenek. Ezt hívjuk átalakulás nélküli fejlődésnek.